# Šmatevž
Šmatevž je naselje u slovenskoj Općini Braslovči. Šmatevže se nalazi u pokrajini Štajerskoj i statističkoj regiji Savinjskoj. 

## Stanovništvo
Prema popisu stanovništva iz 2002. godine naselje je imalo 162 stanovnika.